# عبد الله بن عبد القادر
عبد الله بن عبد القادر  ويعرف أيضا باسم مُنشي عبد الله (1796–1854) كاتبا ماليزيا من أصل عربي. ولد في ملقا لأبوين هنديين من أصول عربية وعاش بماليزيا وسنغافورة وتوفي في جدة وكانت تابعة حكم الدولة العثمانية وقتها وذلك بعد أدائه للحج.
تبع مونشي عبد الله مسار وظيفة والده كمترجما ومدرسا للمسؤولين الاستعماريين في أرخبيل الملايو، وعلى رأسهم البريطانين والهولندين.وأهم أعماله هي «حكايات عبد الله» (سيرة ذاتية)، «قصة بلايران عبد الله كي كلنتن» (قصة رحلته إلى كلنتن)، «قصة بلايران عبد الله كي مكة» (قصة حجه إلى مكة المكرمة 1854).